# 都昌站
都昌站，位于中华人民共和国江西省九江市都昌县蔡岭镇，是衢九铁路上的火车站，2017年12月28日开通启用，由南昌铁路局管辖。

## 車站周邊
- 都蔡大酒店
- 都昌县蔡岭镇人民政府
- 蔡岭镇文化广场
- 中国农业银行蔡岭分理处
- 都昌工业园区
- 都昌县人民法院蔡岭人民法庭
- 蔡岭长途汽车站

## 歷史
- 2017年12月28日开通启用。

## 外部連結
- 中国铁路客户服务中心（页面存档备份，存于）